# Victoria Travascio
Victoria Travascio (14 de julho de 1988) é uma velejadora argentina que participou dos Jogos Olímpicos de Verão e que é campeã dos Jogos Pan-Americanos.

## Trajetória esportiva
A atleta foi campeã dos Jogos Pan-Americanos de 2015 na categoria 49erFX em Toronto, no Canadá. A sua dupla na categoria foi María Sol Branz.
Ela competiu nos Jogos Olímpicos de Verão de 2016 no Rio de Janeiro, na classe 49erFX, tendo ficado no 13º lugar, junto com a mesma companheira. 
Com o bronze nos Jogos Pan-Americanos de 2019, novamente com María Sol Branz, a atleta garantiu a vaga para sua segunda participação olímpica, em Tóquio 2020. 